# سئول کی هیون
سئول کی هیون (کره‌ای: 설기현؛ زادهٔ ۸ ژانویهٔ ۱۹۷۹) یک بازیکن فوتبال اهل کره جنوبی است.
وی همچنین در تیم‌های ملی فوتبال کره جنوبی بازی کرده‌است.